# Râul Vinul
Râul Vinul este un curs de apă, afluent al râului Bistricioara. 

## Bazinul hidrografic
Se formează la confluența a două brațe: Vinul Mare și Vinul Mic, pe teritoriul administrativ al Orașului Borsec.
Cei 2 afluenți își au izvoarele pe versantul nord-estic al Culmii Chiozrezu Mare din Munții Borsecului și se varsă în Bistricioara în zona satului Capu Corbului.
Suprafața bazinului hidrografic al râului este de 59 km2, cu altitudinea medie de
1012 m. Valoarea de peste 1000 m, a acesteia atestă cote mari ale reliefului din teritoriul respectiv.
Lungimea totală a râului este de 15 km, parcursă integral pe teritoriul Județului Harghita.

## Caracteristici generale
Vinul drenează întreaga depresiune a Borsecului. Axialul văii sale este delimitat din amonte în aval:
- la nord și nord-est de Dealul Scaunul Rotund și Muntele Dosul Biciului
- la sud și sud-est de Dealul Malnaș, Dealul Miarog și Creasta Corbului.

Firul văii reprezintă suport pentru platforma a DN15 între Borsec și Capu Corbului.
La ieșirea din Borsec drenează pe stînga Izvorul Pierre Curie, având pe dreapta abruptul Cetății Bufnițelor, unde se regăsesc ruine de cazemate din Primul Război Mondial.
Vinul Mare coboară din Pasul Chiozrez, valea sa fiind suport pentru platforma DJ128 care unește localitățile Borsec și Ditrău